# Sitio de Motia
El sitio de Motia tuvo lugar en 398 a. C. o 397 a. C. en el oeste de Sicilia. Dionisio, después de conseguir la paz con Cartago en 405 a. C., había ido aumentando constantemente su poder militar y había consolidado su control sobre Siracusa. Él había fortificado Siracusa contra los asedios y había creado un gran ejército de mercenarios y una gran flota, además de emplear la catapulta y el quinquerreme por primera vez en la historia. En 398 a. C. atacó y saqueó la ciudad fenicia de Motia a pesar de los esfuerzos de ayuda cartaginés dirigidos por Himilcón. Cartago también perdió la mayor parte de sus ganancias territoriales aseguradas en 405 a. C., después Dionisio declaró la guerra a Cartago en 398 a. C.